# Апулея (дъщеря на Луций Апулей Сатурнин)
Вижте пояснителната страница за други личности с името Апулея.
Апулея (на латински: Appuleia; * 115 пр.н.е.; † след 77 пр.н.е.) e дъщеря на Луций Апулей Сатурнин (народен трибун 103 пр.н.е.) от плебейския род Апулеи.
Омъжва се за Марк Емилий Лепид (* 120; † 77 пр.н.е., консул 78 пр.н.е.). Майка е на Луций Емилий Павел (консул 50 пр.н.е.) и Марк Емилий Лепид (триумвир и консул през 46 пр.н.е.).
Когато през 77 пр.н.е. Лепид започва въстание, претърпява поражение и бяга в Сардиния, Апулея му обявява развод.